# Teucholabis (Paratropesa) chalybeia
Teucholabis (Paratropesa) chalybeia is een tweevleugelige uit de familie steltmuggen (Limoniidae). De soort komt voor in het Neotropisch gebied.